# Sagraea scabrosa
Sagraea scabrosa är en tvåhjärtbladig växtart som först beskrevs av Carl von Linné, och fick sitt nu gällande namn av Charles Victor Naudin. Sagraea scabrosa ingår i släktet Sagraea och familjen Melastomataceae. Inga underarter finns listade i Catalogue of Life.